# Roloway-Meerkatze
Die Roloway-Meerkatze (Cercopithecus roloway) ist eine Primatenart aus der Gattung der Meerkatzen (Cercopithecus) innerhalb der Familie der Meerkatzenverwandten (Cercopithecidae). Sie ist eng mit der Dianameerkatze verwandt und wird manchmal als deren Unterart (Cercopithecus diana ssp. roloway) betrachtet.

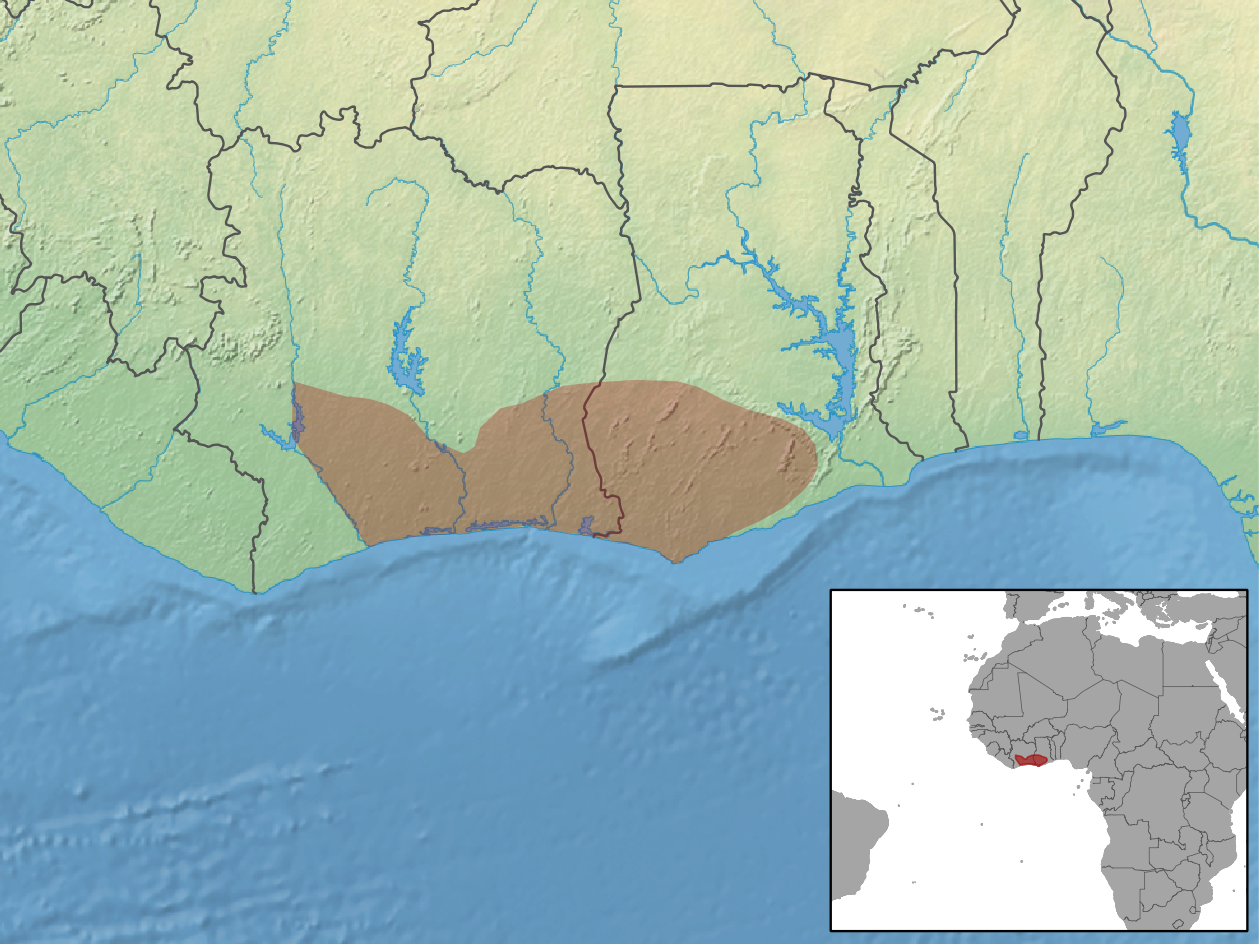
Das Verbreitungsgebiet der Roloway-Meerkatze in der Elfenbeinküste und in Ghana

Von den Dianameerkatzen unterscheiden sich diese Tiere vor allem durch den etwas längeren Bart. Ihr Fell ist überwiegend schwarz gefärbt, wie auch das Gesicht. Die Kehle und die Innenseite der Arme sind weiß, die Hüfte und das Hinterteil orange. Die Kopfrumpflänge variiert zwischen 40 und 55 Zentimetern und ihr Gewicht beträgt zwischen vier und sieben Kilogramm.
Roloway-Meerkatzen leben ausschließlich in einem kleinen Gebiet in den südlichen Landesteilen der Elfenbeinküste und Ghanas. Sie sind tagaktive Baumbewohner, die in Haremsgruppen von 15 bis 30 Tieren zusammenleben. Die Nahrung dieser Primaten setzt sich aus Früchten, Blüten, Samen, Insekten und anderen Wirbellosen zusammen.

## Gefährdung
Roloway-Meerkatzen zählen zu den bedrohtesten Primaten des afrikanischen Kontinents. Genaue Zahlen für die Art sind nicht verfügbar, sie wurden in einigen Wäldern in ihrem Verbreitungsgebiet beobachtet, gelten aber als sehr selten. Schätzungen zufolge ist ihre Population aufgrund von  Lebensraumzerstörung und Bejagung in den letzten drei Generationen um mehr als 50 % (evtl. bis zu 80 %) zurückgegangen. Die IUCN listet die Roloway-Meerkatze als „vom Aussterben bedroht“ (critically endangered).